# Malignus
A malignus latin eredetű szó, rosszindulatút jelent. Olyan orvosi állapotra utal, mely kezelés nélkül veszélyezteti az életet. Leggyakrabban rosszindulatú tumorok jellemzésére használják.

## Tumorok
A malignus tumor beszűri a környező egészséges szöveteket, szerveket; a nyirok- és vérkeringés útján a szervezet távoli részeibe áttéteket képezhet. Jellemzője még a kontroll nélküli sejtszaporodás, mely során működésre képtelen szövetek keletkeznek. Ezek a szövetek a szervezet működéséhez szükséges feladatokat nem tudják ellátni, valamint a környező szöveteket is károsítják azzal, hogy elnyomják őket, illetve felélik a szervezet táplálék- és energiaforrásait.

## Külső hivatkozások
http://www.mimi.hu/betegseg/malignus.html Archiválva 2011. augusztus 22-i dátummal a Wayback Machine-ben 